# Systematické členění hadů
V systému hadů je dodnes mnoho nejasností, dohadů a bílých míst. S rozvojem poznatků o hadech se jejich celá systematika neustále mění a doplňuje. 
Tento přehled je jeden z posledních platných:
- Třída: Reptilia - plazi
- Řád: Squamata - šupinatí
- Podřád: Serpentes - hadi

- Čeleď: Leptotyphlopidae - slepanovití - 2 rody, 87 druhů
- Čeleď: Anomalepidae - slepčíkovití - 4 rody, 15 druhů
- Čeleď: Typhlopidae - slepákovití - 6 rodů, 203 druhů
- Čeleď: Anomochilidae - válejšovití - 1 rod, 2 druhy
- Čeleď: Aniliidae - jihoameričtí vinejšovití - 1 rod, 1 druh
- Čeleď: Cylindropheidae - vinejšovití - 1 rod, 9 druhů
- Čeleď: Uropeltidae - krátkorepovití - 8 rodů, 47 druhů
- Čeleď: Loxocemidae - krajtovkovití - 1 rod, 1 druh
- Čeleď: Xenopeltidae - duhovcovití - 1 rod, 2 druhy
- Čeleď: Boidae - hroznýšovití - 7 rodů, 36 druhů
  - Podčeleď: Boinae - hroznýši - 5 rodů, 23 druhů
  - Podčeleď: Erycinae - erycinie - 3 rody, 15 druhů
- Čeleď: Pythonidae - krajtovití - 8 rodů, 26 druhů
- Čeleď: Tropidophiidae - pahroznýškovití - 4 rody, 21 druhů
- Čeleď: Bolyeriidae - hroznýšovkovití - 2 rody, 2 druhy
- Čeleď: Acrochordidae - bradavičníkovití - 1 rod, 3 druhy
- Čeleď: Colubridae - užovkovití - 305 rodů, 1858 druhů
  - Podčeleď: Aprallactinae
  - Podčeleď: Calamariinae - calamarie
  - Podčeleď: Colubrinae - užovky pravé
  - Podčeleď: Dasypeltinae - vejcožrouti
  - Podčeleď: Dipsadinae - šnekožrouti
  - Podčeleď: Homalopsinae - vodnářky
  - Podčeleď: Lycodontinae - lykodoni
  - Podčeleď: Natricinae - užovky vodní
  - Podčeleď: Sibynopinae - užovky mnohozubé
  - Podčeleď: Pareinae - šnekojedi
  - Podčeleď: Xenoderminae - užovky bahenní
  - Podčeleď: Xenodontinae - xenodoni
  - Podčeleď: Boiginae - bojgy
- Čeleď: Atractaspididae - zemězmijovití - 8 rodů, 62 druhů
- Čeleď: Elapidae - korálovcovití - 63 rodů, 235 druhů
- Čeleď: Viperidae - zmijovití - 30 rodů, 231 druhů
  - Podčeleď: Azemiophinae  - 1 rod, 1 druh
  - Podčeleď: Causinae - pazmije - 1 rod, 6 druhů
  - Podčeleď: Viperinae - zmije - 10 rodů, 70 druhů
  - Podčeleď: Crotalinae - chřestýšovití - 18 rodů, 154 druhů